# Wan (langue)
Le wan est une langue mandée de Côte d'Ivoire.